# شهرستان خودمختار یانچی هوئی
شهرستان خودمختار یانچی هوئی یک شهرستان خودمختار در چین است که در ولایت خودمختار بایینغولین مغول در منطقهٔ سین‌کیانگ واقع شده‌است. اسماً این شهرستان خودمختار برای مردم هوئی تاسیس شده است.

## نام
- به اویغوری: يەنجى خۇيزۇ ئاپتونوم ناھىيىسى
- به چینی: 焉耆回族自治县، به پین‌یین: Yānqí Huízú Zìzhìxiàn
- به مغولی: ᠶᠠᠨᠼᠢ ᠬᠣᠲᠣᠩ ᠥᠪᠡᠷᠲᠡᠭᠡᠨ ᠵᠠᠰᠠᠬᠤ ᠰᠢᠶᠠᠨ، به لاتین: Yanči qotong öbertegen ǰasaqu siyan، معادل سیریلیک: Яньци - Хотон өөртөө засах шянь

## جمعیت
| ترکیب قومیتی شهرستان خودمختار یانچی هوئی | ترکیب قومیتی شهرستان خودمختار یانچی هوئی | ترکیب قومیتی شهرستان خودمختار یانچی هوئی | ترکیب قومیتی شهرستان خودمختار یانچی هوئی | ترکیب قومیتی شهرستان خودمختار یانچی هوئی |
| ---------------------------------------- | ---------------------------------------- | ---------------------------------------- | ---------------------------------------- | ---------------------------------------- |
| قومیت                                    | قومیت                                    |                                          | درصد                                     | درصد                                     |
| هان                                      | هان                                      |                                          | ۳۷٫۵٪                                    | ۳۷٫۵٪                                    |
| اویغور                                   | اویغور                                   |                                          | ۳۵٫۰٪                                    | ۳۵٫۰٪                                    |
| هوئی                                     | هوئی                                     |                                          | ۲۴٫۳٪                                    | ۲۴٫۳٪                                    |
| مغول                                     | مغول                                     |                                          | ۲٫۳٪                                     | ۲٫۳٪                                     |
| منجو                                     | منجو                                     |                                          | ۰٫۱٪                                     | ۰٫۱٪                                     |
| قرقیز                                    | قرقیز                                    |                                          | ۰٫۱٪                                     | ۰٫۱٪                                     |
| سایر                                     | سایر                                     |                                          | ۰٫۷٪                                     | ۰٫۷٪                                     |
| منبع سرشماری جمعیت :                     |                                          |                                          |                                          |                                          |

## تاریخچه
اولین واحد تقسیماتی مدرن که معادل ولایت خودمختار بایینغولین مغول بود، در سال ۱۸۸۲ میلادی تحت نام «ولایت قره‌شهر»، شامل سه شهرستان بوگور، لوپنور، و یانچی تاسیس شد. در سال ۱۸۹۹ میلادی، نام این ولایت به «ولایت یانچی» تغییر کرد.
در سال ۱۹۳۹ میلادی شهرستان کورلا، با جدا شدن از شهرستان یانچی تاسیس شد.
در ۱۹۳۹ میلادی، شهرستان خوشوت (شامل اراضی شهرستان باغراش امروزی) با جدا شدن از شهرستان یانچی تاسیس شد.
در سال ۱۹۴۷ میلادی شهرستان هجینگ، با جدا شدن از شهرستان یانچی تاسیس شد.
در ژوئن سال ۱۹۵۴ میلادی، «ولایت یانچی» منحل شد. در این سال، ۲ واحد تقسیماتی جدید بجای این ولایت تاسیس شدند. اولین این دو، «ولایت خودمختار بایینغولین مغول» است که شامل ۳ شهرستان یانچی، هجینگ، و خوشوت، در بر گیرندهٔ ۱۱٪ مساحت «ولایت یانچی» در شمال آن. دومین این دو، «ولایت کورلا» است که شامل ۵ شهرستان کورلا، بوگور،لوپنور، شهرستان چارقیلیق، شهرستان چرچن در بر گیرندهٔ ۸۹٪ مساحت «ولایت یانچی» در جنوب آن. 
در همین تاریخ، «شهرستان یانچی» به «شهرستان خودمختار یانچی هوئی» تغییر وضعیت داد.
۶ سال بعد، در دسامبر سال ۱۹۶۰ میلادی، «ولایت کورلا» در «ولایت خودمختار بایینغولین مغول» ادغام شد. مرکز ولایت خودمختار بایینغولین مغول از یانچی به کورلا انتقال یافت.
در دسامبر سال ۲۰۱۲، با جدایی از اراضی تحت مدیریت شهر کورلا، باش‌اگیم/تیه‌منگوان به عنوان شهر وابسته به بینگتوان و «شهر تابع مستقیم منطقه خودمختار» تاسیس شده، از تابعیت ولایت خودمختار بایینغولین مغول در آمده، و مستقیما در تابعیت اداری منطقه خودمختار سین‌کیانگ قرار گرفت.
در ژانویه سال ۲۰۲۰ میلادی، اراضی از شهرستان‌های خودمختار یانچی هوئی، باغراش، چارقیلیق، چرچن، خوشوت، و هجینگ از تابعیت ولایت خودمختار بایینغولین مغول در آمده و ضمیمهٔ باش‌اگیم شدند. اکثر این اراضی شامل هنگ‌های متعلق به بینگتوان بودند.

## تقسیمات اداری
شهرستان خودمختار یانچی هوئی به ۴ شهرک و ۴ قصبه به شرح زیر تقسیم شده است:
- شهرک چیگشین
- شهرک دنزیل / سیشیلیچنگزی
- شهرک قره‌شهر / یانچی
- شهرک یونگنینگ
- قصبه بورقای
- قصبه بئیداچو
- قصبه چاغان‌چکه
- قصبه ووهاوچو